# Liste der Monuments historiques in Ville-en-Vermois
Die Liste der Monuments historiques in Ville-en-Vermois führt die Monuments historiques in der französischen Gemeinde Ville-en-Vermois auf.

## Liste der Objekte
| Bezeichnung                | Beschreibung                                     | Standort                                     | Kennzeichnung | Schutzstatus | Datum | Bild |
| -------------------------- | ------------------------------------------------ | -------------------------------------------- | ------------- | ------------ | ----- | ---- |
| Skulptur Madonna mit Kind  | Holz, farbig gefasst, Mitte des 18. Jahrhunderts | in der Kirche St-Hilaire-et-St-Quirin (Lage) | PM54001977    | Inscrit      | 1977  |      |
| Skulptur Heiliger Quirinus | Holz, farbig gefasst, Mitte des 18. Jahrhunderts | in der Kirche St-Hilaire-et-St-Quirin (Lage) | PM54001978    | Inscrit      | 1977  |      |
| Kanzel                     | Eichenholz, Mitte des 18. Jahrhunderts           | in der Kirche St-Hilaire-et-St-Quirin (Lage) | PM54001979    | Inscrit      | 1977  |      |